# ویاچسلاو لامپیف
ویاچسلاو لامپیف (روسی: Вячеслав Фролович Лампеев؛ ۳ ژانویه ۱۹۵۲ – ۱۵ نوامبر ۲۰۰۳ (aged 51)) ورزشکار هاکی روی چمن اهل اتحاد جماهیر شوروی سوسیالیستی بود.
وی در مسابقات کشوری و بین‌المللی در مجموع برندهٔ ۱ مدال برنز شده‌است.